# Synonchus armatus
Synonchus armatus är en rundmaskart som först beskrevs av E. Ditlevsen 1923.  Synonchus armatus ingår i släktet Synonchus och familjen Leptosomatidae. Inga underarter finns listade i Catalogue of Life.